# Port lotniczy Fria
Port lotniczy Fria (IATA: FIG, ICAO: GUFA) – port lotniczy położony w Fria. Jest jednym z największych portów lotniczych w Gwinei.